# 雪中梅
《雪中梅》（日语：／）是末广铁肠创作的政治小说。

## 概要
全书以青年志士国野基及其未婚妻富永阿春为中心人物，以当时的自由民权运动热潮为背景，以作者所属党派（自由党）的思想为中心思想，被称为当时政治小说的代表作。
日本国会于明治23年建立，而小说的背景故事发生在150年后的明治173年10月3日的东京。故事以一位约50岁的男性（以下记为A）和一位白发的男性（以下记为B）之间的对话开始。由于暴雨，东京上野博物馆背后的莺谷的山崖发生垮塌，人们在崩塌的山崖上发现了一座原先被掩埋的碑。这座碑被称为“莺溪先生之碑”，碑文上记述莺溪先生和其夫人为了建立国会而尽心尽力，后来的有心人为纪念其人建立此碑，而先生的事迹被记载在《雪中梅》和《花间莺》两部书中。于是A去图书馆找出了《雪中梅》并借给B，由此引出了本书的内容。

## 《花间莺》
《雪中梅》的续作。
讲述了国野基虽为贫困青年，但凭借着自己的雄才大略获得了世人的认可，越过重重阻碍，在富永阿春的协力下，使自己的民间党大团结论、官民协和论等思想得到了朝野的一致认可，所属的自由党也在选举中获得胜利的故事。